# Лука Чигарині
Лука́ Чигари́ні (італ. Luca Cigarini, нар. 20 червня 1986, Монтеккьо-Емілія) — італійський футболіст, півзахисник клубу «Кротоне». Грав за молодіжну збірну Італії

## Клубна кар'єра
Вихованець футбольної школи клубу «Парма».
У дорослому футболі дебютував 2004 року виступами на умовах за команду нижчолігового клубу «Самбенедеттезе», в якій провів один сезон, взявши участь у 31 матчі чемпіонату. 
2005 року повернувся з оренди до «Парми», де почав залучатися до основного складу команди. Відіграв тут наступні три сезони своєї ігрової кар'єри.
2008 року перейшов до клубу «Аталанта», а ще за рік приєднався до «Наполі». Провівши один сезон у неаполітанській команді, був відданий в оренду, спочатку до іспанської «Севільї», а ще за рік — до тієї ж «Аталанти». Згодом «Аталанта» уклала з Чигарині повноцінний контракт.
Згодом він провів сезон 2016/17 у «Сампдорії», де, утім, майже не грав, а влітку 2017 року став гравцем «Кальярі». Протягом трьох сезонів був одним з основних гравців команди із Сардинії.
8 вересня 2020 року уклав дворічний контракт з «Кротоне», командою, що саме повернулася до Серії A і посилювала склад перед стартом у найвищому італійському дивізіоні.

## Виступи за збірні
2004 року дебютував у складі юнацької збірної Італії, взяв участь у 2 іграх на юнацькому рівні.
Протягом 2005–2009 років залучався до складу молодіжної збірної Італії. На молодіжному рівні зіграв у 25 офіційних матчах, забив 1 гол.
2008 року захищав кольори олімпійської збірної Італії. У складі цієї команди провів 8 матчів. У складі збірної був учасником футбольного турніру на Олімпійських іграх 2008 року у Пекіні.

## Статистика виступів

### Статистика клубних виступів
Станом на 27 червня 2020 року
| Сезон                 | Команда               | Чемпіонат             | Чемпіонат | Чемпіонат | Національний кубок | Національний кубок | Національний кубок | Континентальні кубки | Континентальні кубки | Континентальні кубки | Інші змагання | Інші змагання | Інші змагання | Усього | Усього |
| Сезон                 | Команда               | Ліга                  | Ігор      | Голів     | Ліга               | Ігор               | Голів              | Ліга                 | Ігор                 | Голів                | Ліга          | Ігор          | Голів         | Ігор   | Голів  |
| --------------------- | --------------------- | --------------------- | --------- | --------- | ------------------ | ------------------ | ------------------ | -------------------- | -------------------- | -------------------- | ------------- | ------------- | ------------- | ------ | ------ |
| 2004–05               | «Самбенедеттезе»      | C1                    | 31        | 4         | CI-C               | ?                  | ?                  | -                    | -                    | -                    | -             | -             | -             | 31+    | 4+     |
| 2005–06               | «Парма»               | A                     | 17        | 0         | КІ                 | 4                  | 0                  | -                    | -                    | -                    | -             | -             | -             | 21     | 0      |
| 2006–07               | «Парма»               | A                     | 21        | 1         | КІ                 | 4                  | 1                  | КУЄФА                | 6                    | 0                    | -             | -             | -             | 31     | 2      |
| 2007–08               | «Парма»               | A                     | 32        | 3         | КІ                 | 0                  | 0                  | -                    | -                    | -                    | -             | -             | -             | 32     | 3      |
| Усього за «Парму»     | Усього за «Парму»     | Усього за «Парму»     | 70        | 4         |                    | 8                  | 1                  |                      | 6                    | 0                    |               | -             | -             | 84     | 5      |
| 2008–09               | «Аталанта»            | A                     | 23        | 3         | КІ                 | 1                  | 0                  | -                    | -                    | -                    | -             | -             | -             | 24     | 3      |
| Усього за «Аталанту»  | Усього за «Аталанту»  | Усього за «Аталанту»  | 23        | 3         |                    | 1                  | 0                  |                      | 0                    | 0                    |               |               |               | 24     | 3      |
| 2009–10               | «Наполі»              | A                     | 28        | 2         | КІ                 | 1                  | 0                  | -                    | -                    | -                    | -             | -             | -             | 29     | 2      |
| Усього за «Наполі»    | Усього за «Наполі»    | Усього за «Наполі»    | 28        | 2         |                    | 1                  | 0                  |                      |                      |                      |               |               |               | 29     | 2      |
| 2010–11               | «Севілья»             | ПД                    | 6         | 0         | КІ                 | 4                  | 1                  | ЛЧ+ЛЄ                | 2+4                  | 0+2                  | СІ            | 2             | 0             | 18     | 3      |
| Усього за «Севілью»   | Усього за «Севілью»   | Усього за «Севілью»   | 6         | 0         |                    | 4                  | 1                  |                      | 6                    | 2                    |               | 2             | 0             | 18     | 3      |
| 2011–12               | «Аталанта»            | A                     | 32        | 1         | КІ                 | -                  | -                  | -                    | -                    | -                    | -             | -             | -             | 32     | 1      |
| 2012-13               | «Аталанта»            | А                     | 27        | 2         | КІ                 | 2                  | 0                  | -                    | -                    | -                    | -             | -             | -             | 29     | 2      |
| 2013-14               | «Аталанта»            | А                     | 33        | 2         | КІ                 | 3                  | 0                  | -                    | -                    | -                    | -             | -             | -             | 36     | 2      |
| 2014-15               | «Аталанта»            | А                     | 33        | 0         | КІ                 | 1                  | 1                  | -                    | -                    | -                    | -             | -             | -             | 34     | 1      |
| 2015-16               | «Аталанта»            | А                     | 25        | 2         | КІ                 | 1                  | 0                  | -                    | -                    | -                    | -             | -             | -             | 26     | 2      |
| Усього за «Аталанту»  | Усього за «Аталанту»  | Усього за «Аталанту»  | 150       | 7         |                    | 7                  | 1                  |                      | 0                    | 0                    |               | 0             | 0             | 157    | 8      |
| 2016-17               | «Сампдорія»           | А                     | 4         | 0         | КІ                 | 3                  | 0                  |                      | -                    | -                    | -             | -             | -             | 7      | 0      |
| Усього за «Сампдорію» | Усього за «Сампдорію» | Усього за «Сампдорію» | 4         | 0         |                    | 3                  | 0                  |                      | 0                    | 0                    |               | 0             | 0             | 7      | 0      |
| 2017-18               | «Кальярі»             | А                     | 26        | 2         | КІ                 | 1                  | 0                  |                      | -                    | -                    | -             | -             | -             | 27     | 2      |
| 2018-19               | «Кальярі»             | А                     | 25        | 0         | КІ                 | 3                  | 0                  | -                    | -                    | -                    | -             | -             | -             | 28     | 0      |
| 2019–20               | «Кальярі»             | A                     | 22        | 0         | КІ                 | 0                  | 0                  | -                    | -                    | -                    | -             | -             | -             | 22     | 0      |
| Усього за «Кальярі»   | Усього за «Кальярі»   | Усього за «Кальярі»   | 73        | 2         |                    | 4                  | 0                  |                      | -                    | -                    |               | -             | -             | 77     | 2      |
| Усього за кар'єру     | Усього за кар'єру     | Усього за кар'єру     | 387       | 22        |                    | 28                 | 3                  |                      | 12                   | 2                    |               | 2             | 0             | 429    | 27     |